# Violet Starr
Violet Starr (Tampa, Florida; 23 de diciembre de 1996) es una actriz pornográfica y modelo erótica estadounidense.

## Biografía
Nació en Tampa, en el estado de Florida, en diciembre de 1996, en una familia con ascendencia española. Cumplidos los 18 años, Starr comenzó en la industria del entretenimiento para adultos trabajando como estríper y camgirl mientras asistía a la Universidad.
En esta etapa de su vida cuando decide internarse más en la industria y debuta como actriz pornográfica en abril de 2016, a los 19 años de edad. Ha trabajado con diversas productoras, tanto europeas como estadounidenses, como Naughty America, Metro, Elegant Angel, Girlfriends Films, Brazzers, Mofos, Vixen, Digital Sin, Reality Kings, New Sensations, Evil Angel, Blacked, Jules Jordan Video o Mile High, entre otras.
Grabó su primera escena como actriz con un chico, con el actor Manuel Ferrara, en la película Raw 27.
En 2018 fue nominada en los Premios AVN y XBIZ en las categorías de Mejor actriz revelación. Destacó por su papel en The Submission of Emma Marx 4: Evolved, cuarta entrega de la saga dirigida por Jacky St. James y protagonizada por Penny Pax, ya que consiguió diversas nominaciones, como la de Mejor actriz de reparto en los AVN y las de Mejor actriz de reparto y Mejor escena de sexo en película protagonista en los XBIZ.
Ha rodado más de 540 películas como actriz.
Alguno de sus trabajos destacados son An Incestuous Affair, Big Booty Tryouts 2, Good Times, Horny Young Sluts, Lesbian Seductions 57, Natural Beauties 3, Schoolgrlz, Slut Auditions 2, Threesome Encounters 2 o Young And Curious.

## Premios y nominaciones
| Año  | Ceremonia    | Resultado | Premio                                        | Trabajo                                |
| ---- | ------------ | --------- | --------------------------------------------- | -------------------------------------- |
| 2018 | Premios AVN  | Nominada  | Mejor actriz revelación                       | —                                      |
| 2018 | Premios AVN  | Nominada  | Mejor actriz de reparto                       | The Submission of Emma Marx 4: Evolved |
| 2018 | Premios AVN  | Nominada  | Mejor escena de sexo lésbico                  | Cheer Squad Sleepovers 20              |
| 2018 | Premios AVN  | Nominada  | Mejor actuación solo / tease                  | Gushers 2                              |
| 2018 | Premios AVN  | Nominada  | Premio fan: Debutante más caliente            | —                                      |
| 2018 | Premios XBIZ | Nominada  | Mejor actriz revelación                       | —                                      |
| 2018 | Premios XBIZ | Nominada  | Mejor actriz de reparto                       | The Submission of Emma Marx 4: Evolved |
| 2018 | Premios XBIZ | Nominada  | Mejor escena de sexo en película protagonista | The Submission of Emma Marx 4: Evolved |
| 2022 | Premios AVN  | Nominada  | Mejor actriz en mediometraje                  | The Scheme                             |
| 2022 | Premios AVN  | Nominada  | Mejor escena de sexo lésbico                  | Girls Lovin’ Girls 2                   |
| 2022 | Premios AVN  | Nominada  | Mejor escena de sexo lésbico en grupo         | Burn So Bright Pt. 2                   |
| 2022 | Premios AVN  | Nominada  | Mejor escena de trío M-H-M                    | Influenced                             |
| 2023 | Premios AVN  | Nominada  | Mejor escena de sexo lésbico en grupo         | Torn                                   |
| 2023 | Premios XBIZ | Nominada  | Mejor escena de sexo en realidad virtual      | A Pirate's Life for Three              |
| 2024 | Premios AVN  | Nominada  | Mejor escena de sexo en grupo                 | Big Swimmers                           |
| 2024 | Premios AVN  | Nominada  | Mejor escena de sexo en grupo                 | Uncut G.O.A.T.                         |
| 2024 | Premios XBIZ | Nominada  | Mejor escena de sexo en película gonzo        | Uncut G.O.A.T.                         |
| 2024 | Premios XBIZ | Nominada  | Mejor escena de sexo en película protagonista | Wasteland Ultra                        |
| 2024 | Premios XBIZ | Ganadora  | Mejor escena de sexo en realidad virtual      | Wet & Wild in Tulum                    |
| 2025 | Premios AVN  | Nominada  | Mejor escena de sexo lésbico en grupo         | Rule of Three                          |
| 2025 | Premios XMA  | Nominada  | Mejor escena de sexo en película lésbica      | Bellesa House                          |